# Stock, Aitken & Waterman
Stock, Aitken & Waterman, uneori abreviat sub forma SAW, au fost un trio de producători și compozitori britanici, care au avut un mare succes de la mijlocul anilor '80 până la începutul anilor '90, cu producțiile lor. Cei trei pot fi considerați cel mai de succes parteneriat de compozitori și producători, având peste 100 de hituri de top 40 în Marea Britanie, vânzând 40 de milioane de înregistrări, și câștigând aproximativ 60 de milioane de lire sterline (pe atunci, valorând 103.78 milioane de dolari).
Parteneriatul constă în Mike Stock, Matt Aitken și Pete Waterman.